# Les Précieux
Les Précieux est une comédie en 1 acte mêlée de chant d'Eugène Labiche, représentée pour la 1re fois à Paris au Théâtre du Palais-Royal le 7 août 1855.
- Collaborateurs Marc-Michel et Auguste Lefranc.
- Editions Michel Lévy frères.

## Distribution
| Acteurs et actrices ayant créé les rôles      |                   |
| Personnage                                    | Acteur ou actrice |
| Carolus de Valtravers, compositeur de musique | Grassot           |
| De Vertchoisi, poète                          | Luguet            |
| Ulric, peintre                                | Brasseur          |
| Gaudin, bourgeois                             | Amant             |
| Dumouflard, maître de forges                  | M. Pellerin       |
| Fulbert, domestique de Gaudin                 | M. Octave         |
| Mme Gaudin                                    | Mme Thierret      |
| Delphine, nièce de Gaudin                     | Mme Irma          |
| Olympe, couturière                            | Mme Dupuis        |